# サンケイ総合印刷 (東京)
サンケイ総合印刷株式会社（サンケイそうごういんさつ）は、産業経済新聞社（産経新聞）の系列印刷会社で、東京都千代田区に所在していた。

## 沿革
出典：
- 1955年12月16日 - 当時、産経新聞東京本社と時事新報の統合により関東を中心とした東日本で発行した「産経時事」の印刷を目的として、株式会社時事印刷所として設立。
- 1963年12月15日 - 社名を「東京サンケイ印刷株式会社」に改める。
- 1979年1月1日 - 銀座工場を運営する産経新聞東京本社制作局と統合し、サンケイ総合印刷銀座工場（1985年6月5日「サンケイ総合印刷銀座事業本部」）となる
- 1987年6月25日 - 新会社・「株式会社ソーイン」を設立し、事業を移行、同年12月1日に現社名の「サンケイ総合印刷株式会社」に変更される。
- 1990年9月 - 新聞製作部門を（初代）大手町サンケイビルに移し、活字組みをCTSへ全面的に移行
- 1991年
  - 7月 - 銀座工場に電算写植を導入。
  - 11月 - 印刷部門を舞浜プレスセンターに移設
- 1997年7月 - 江東区永代の新本社に移転し、制作部門も統合。
- 2003年1月1日 - 日本プリンテクス株式会社を吸収合併し、新会社として「サンケイ総合印刷株式会社」発足
- 2005年11月 - 埼玉県戸田市に新聞印刷所を完成させる。これに伴い同年12月をもって、舞浜工場が閉鎖され、戸田印刷センターに統合される。
- 2013年9月9日 - 本社を戸田印刷センターに移転。
- 2021年
  - 3月10日 - 戸田印刷事業を除くすべての事業を分割し、サンケイ総合印刷 (大阪)と統合[1][3]。
  - 4月5日 - 事務所を文京区関口へ移転[4]。
  - 10月31日 - 会社解散を決議。紙面媒体の新聞読者の減少と、それに付随したチラシ、フリーペーパーなどの利用者も減少、さらに新型コロナウィルスによる広告媒体も全体的に収益の悪化が進んでいたことなどが理由とされており、上述の通り2021年3月に登記上別法人である大阪のサンケイ総合印刷に、戸田工場の印刷部門を除く全事業を統合し、この度の法人解散の決議と至る[1][3][5][6]
  - 12月6日 - 東京地方裁判所から特別清算開始決定を受ける[1][3][5][6][7]
- 2022年5月2日 - 法人格消滅[8]。

## 事業所
2021年3月の事業譲渡前のもの。特別清算時点では、千代田区大手町1－7－2が本店所在地。
- 本社・経営管理本部・戸田営業部・制作本部 - 埼玉県戸田市[9]
- 大手町制作部・同営業部 - 東京都千代田区（産経新聞東京本社内）[9]
- フジテレビ出張所 - 東京都港区（メディアタワー内）[9]